# هيلدا كاكيكوسكي
هيلدا ماريا كاكيكوسكي (بالفنلندية: Hilda Maria Käkikoski) (ولدت في 31 يناير 1864 - توفيت في 14 نوفمبر 1912) هي سياسية ومدرسة وكاتبة فنلندية. كانت واحدة من أوائل ال19 امرأة اللاتي تم انتخابهن للبرلمان الفنلندي في عام 1907.

## الحياة والمسيرة المهنية
ولدت كاكيكوسكي كهيلدا ماريا سيوستروم في لابينيارفي في عام 1864. انتقلت إلى هلسنكي لوحدها وعمرها 14 سنة لترداد مدرسة ثانوية للبنات بمنحة دراسية. هناك، غيرت لقبها السويدي إلى كاكيكوسكي، وهو اللقب الفنلندي لجيرانها. بعد الانتهاء من المدرسة، عملت كمدرسة منزلية حتى عام 1888 عندما التحقت بالجامعة؛ أكملت شهادة الدكتوراه في التاريخ الفنلندي والنوردي في عام 1895. واستمرت إلى أن أصبحت معلمة في إحدى مدراس هلسنكي، وأعطت دروسا في التاريخ واللغة الفنلندية من عام 1891 حتى عام 1902.
مع تطور اهتمام كاكيكوسكي في الحركة النسوية وحق النساء في التصويت، أصبحت عضوة نشطة في جمعية المرأة الفنلندية، وكتبت العديد من المقالات لمجلة الجمعية. انتخبت نائبة لرئيسة الجمعية في عام 1895 وشغلت هذا المنصب حتى عام 1904. في عام 1907 ، خاضت الانتخابات مع الحزب الفنلندي المحافظ في البرلمان الفنلندي الجديد؛ كانت انتخابات عام 1907 كانت انتخابات عام 1907 أول انتخابات كانت فيها النساء قادرات على التصويت وأن يصوت لهن فيها، فازت كاكيكوسكي بمقعد في منطقتها أوسيما  وأصبحت واحدة من أول 19 امرأة يتم انتخابهن في البرلمان. لم ترشح نفسها لاعادة انتخابها عام 1910 عام 1910 بسبب مشاكل صحية.
شمل العمل الأدبي لكاكيكوسكي أغاني الأطفال والشعر والقصص القصيرة. في عام 1902، بدأت بكتابة تقرير من أربعة مجلدات عن التاريخ الفنلندي. واصلت العمل في المشروع حتى وفاتها في عام 1912، ولكن العمل عليه لم يكتمل .

## الحياة الشخصية

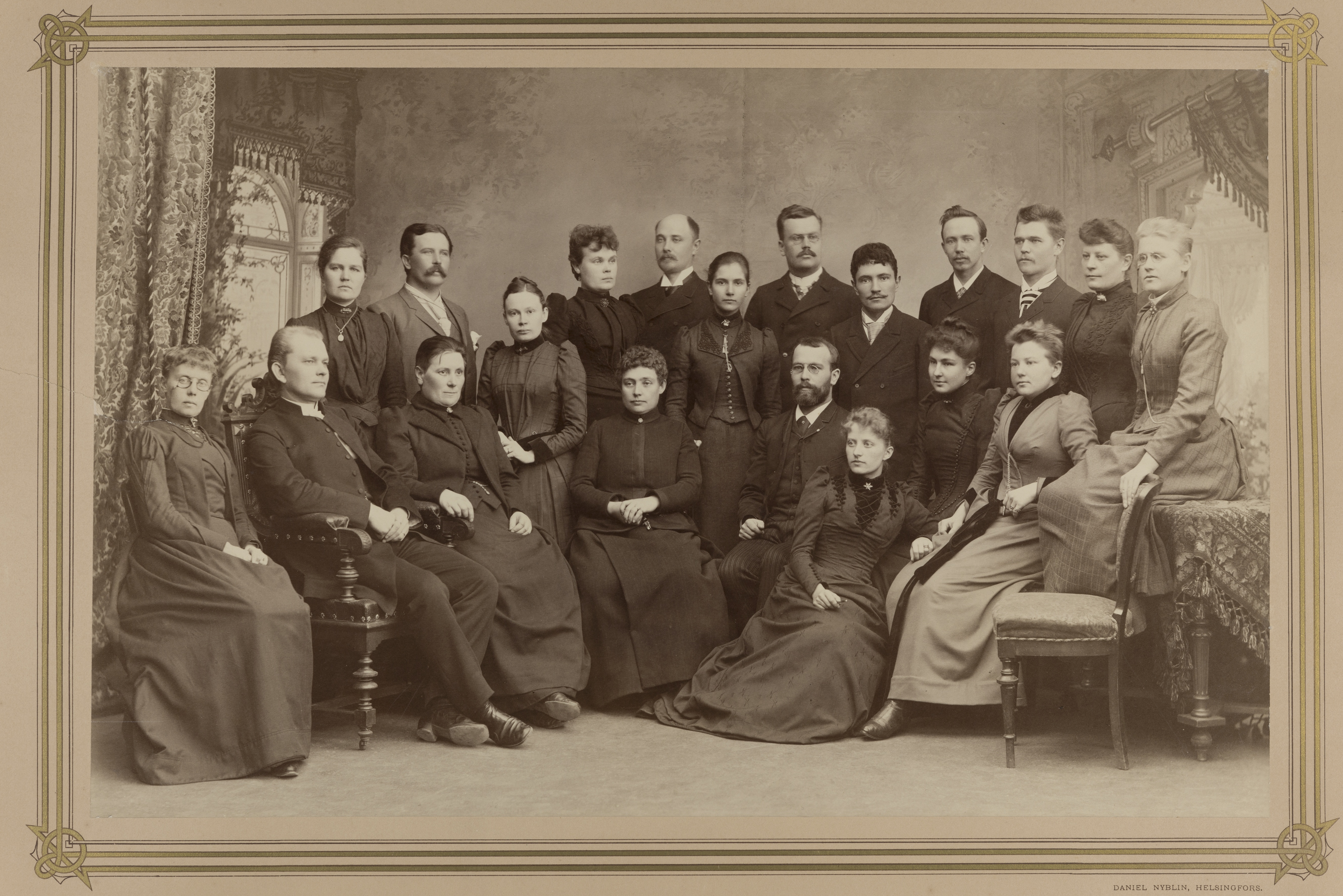
مع مجموعة من المعلمين الفنلنديين الآخرين، في عام 1891. تجلس كاكيكوسكي على طاولة في أقصى اليمين. تقف شريكتها فاني بايولا في المرتبة الرابعة من اليسار.

كاكيكوسكي مثلية الجنس. كانت إحدى علاقاتها المبكرة مع المعلمة والناشطة فاني بايولا، التي عاشت معها لمدة 6 سنوات حتى عام 1895. في وقت لاحق من حياتها، دخلت كاكيكوسكي في علاقات عاطفية مع كل من صديقتها المتزوجة هيلدي إنولا، وصديقتها الأمريكية فرانسيس فايس، وشماسة الكنيسة هانا ماسالين، والسياسية الناشطة هيلمي كيفالو؛ حافظت كاكيكوسكي على المشاركة في كل هذه العلاقات حتى وفاتها في عام 1912. تم دفن كاكيكوسكي بجانب إنولا في كاريالوهيا، في فنلندا.